# Fisher (rivier in Tasmanië)
De Fisher is een 29,3 kilometer lange rivier in centraal Tasmanië, Australië. De oorsprong van de rivier ligt op 1240 meter hoogte, nabij Forty Lakes Peak. De rivier stroomt door Lake Mackenzie alvorens uit te monden in Lake Parangana, waar het opgaat in de Mersey.